# Кланът
„Кланът“ (на румънски: Clanul) е румънски сериал, излъчен за първи път през 2022 г. Той е румънска адаптация на турския сериал „Вътрешен човек“.

## Излъчване в Румъния
| Сезон | Епизоди | Начало на сезона  | Край на сезона   | Всички епизоди | ТВ сезон | ТВ Канал |
| ----- | ------- | ----------------- | ---------------- | -------------- | -------- | -------- |
| 1     | 13      | 19 септември 2022 | 12 декември 2022 | 1 – 13         | 2022     | Pro TV   |
| 2     | 13      | 19 февруари 2023  | 14 май 2023      | 14 – 26        | 2023     | Pro TV   |
| 3     | 13      | 11 септември 2023 | 4 декември 2023  | 27 – 39        | 2023     | Pro TV   |
| 4     | 13      | 19 февруари 2024  | 13 май 2024      | 40 – 52        | 2024     | Pro TV   |

## Излъчване в България
| Сезон | Епизоди | Начало на сезона | Край на сезона   | Всички епизоди | ТВ сезон | ТВ Канал |
| ----- | ------- | ---------------- | ---------------- | -------------- | -------- | -------- |
| 1     | 33      | 9 януари 2023    | 17 февруари 2023 | 1 – 33         | 2023     | bTV      |
| 2     | -       | -                | -                | -              | -        | -        |

## Актьорски състав
- Денис Хангану – Тудор Ахим
- Мариан Олтяну – Давид Прибеагу/Павел Ахим
- Георгe Михайта – Бебе Удера „Касапина“, "Бащицата"
- Кармен Танасе – Луминица Ахим
- Сербан Павлу – комисар Емил Костою
- Тио Роуз – Вера Максимилиян
- Мадалина Край – Илинца Ангел
- Сергиу Косташ – Сергиу
- Георгe Ивашку – Пеликана
- Богдан Чубучу – Стелу
- Константин Догию – Миркеа
- Владимир Драгия – Мишу
- Силвиу Мирческу – Силвиу
- Каталин Николау – Мичу

## В България
В България сериалът започва на 9 януари 2023 г. по bTV и завършва на 17 февруари. На 18 август започва повторно излъчване по bTV Action и завършва на 9 октомври. Дублажът е на студио VMS. Ролите се озвучават от Петя Абаджиева, Яница Митева, Радослав Рачев, Кирил Ивайлов и Момчил Степанов.